# Торонтський університет
Торо́нтський Університе́т (у діаспорних джерелах Торонтонський університет; англ. The University of Toronto, акронім: UofT) — громадський науково-дослідний університет, розташований у центрі міста Торонто (провінція Онтаріо).

## Загальний опис
Заснований 1827 року, нині він є найбільшим університетом і в провінції Онтаріо, і в Канаді: налічує нині більш ніж 45 000 студентів і наукових співробітників, а серед канадських університетів має найбільший бюджет на дослідження.
Улітку 1921 року університетська лабораторія винайшла інсулінові ін'єкції. У 1938 році сконструювали найперший практичний електронний мікроскоп. Під час Другої світової війни університет вдосконалював протиперевантажувальний костюм (англ. G-suit). Дослідження стовбурових клітин людини розпочалося з відкриття канадських вчених Маккалоха і Тілла у 1960 році. Університету приписують медичні нововведення — глікемічний індекс, гіпотермічна кардіохірургія, і перший електрокардіостимулятор.
Астрономи університету відкрили супутники Калібан і Сікораксу, дві малі внутрішні супутникові планети Урана, карликові галактики: Андромеда I, Андромеда II, і Андромеда III, наднову — SN 1987A.

## Факультети
До університету належать такі складові Факультети й коледжі в місті Торонто:
- Факультет мистецтв і наук
- Факультет прикладних досліджень та інженерії
- Факультет архітектури, ландшафту і дизайну
- Факультет музики
- Факультет лісівництва
- Факультет інформатики
- Факультет медицини
- Факультет сестринської справи
- Факультет фармації
- Факультет стоматології
- Факультет кінезіології і Фізичної культури
- Школа охорони громадського здоров'я імені Далла Лана
- Школа громадської політики і врядування
- Факультет права
- Школа менеджменту імені Ротмана
- Онтарійський інститут досліджень у галузі освіти
- Факультет соціальної роботи
- Торонтонська школа теології
- Факультет слов'янознавства

## Видатні випускники університету

### Прем'єр-міністри і генерал-губернатори Канади
- Маккензі Кінг (англ. l William Lyon Mackenzie King), — 10-й прем'єр-міністр Канади
- Артур Міен (англ. Arthur Meighen) — 9-й прем'єр-міністр Канади
- Вінсент Мессей (англ. Vincent Massey) — 18-й генерал-губернатор Канади
- Лестер Пірсон (англ. Lester B. Pearson) — 14-й прем'єр-міністр Канади
- Адрієн Кларксон (англ. Adrienne Clarkson) — 26-й генерал-губернатор Канади
- Пол Мартін (англ. Paul Martin)) — 21-й прем'єр-міністр Канади

А також:
- Яримович Богдан — канадський урядовець.
- Янішевський Василь — інженер, учений-дослідник, професор; пластовий діяч.

### Нобелівські лауреати
- Фредерік Бантинг (англ. Frederick Banting) — Нобелівська премія з фізіології та медицини «За відкриття інсуліну»(1923)
- Джон Маклеод (англ. John James Richard Macleod) — Нобелівська премія з фізіології та медицини «За відкриття інсуліну»(1923)
- Лестер Боулс Пірсон (англ. Lester B. Pearson) — Нобелівська премія миру, «За свою роль в подоланні Суецької кризи» (1957)
- Артур Леонард Шавлов (англ. Arthur Leonard Schawlow) — Нобелівська премія з фізики «За внесок у розвиток лазерної спектроскопії»(1981)
- Джон Чарлз Полані (англ. John Charles Polanyi) — Нобелівська премія з хімії «За внесок у розвиток досліджень динаміки елементарних хімічних процесів» (1986)
- Бертрам Брокгауз (англ. Bertram Brockhouse) — Нобелівська премія з фізики «За створення нейтронної спектроскопії» (1994)
- Вальтер Кон (англ. Walter Kohn) — Нобелівська премія з хімії "За розвиток теорії функціонала щільності (1998)
- Джеймс Орбинські (англ. James Orbinski) — Нобелівська премія миру Лікарі без кордонів (1999)
- Олівер Смітіз (англ. Oliver Smithies) — Нобелівська премія з фізіології та медицини (2007)

## Галерея

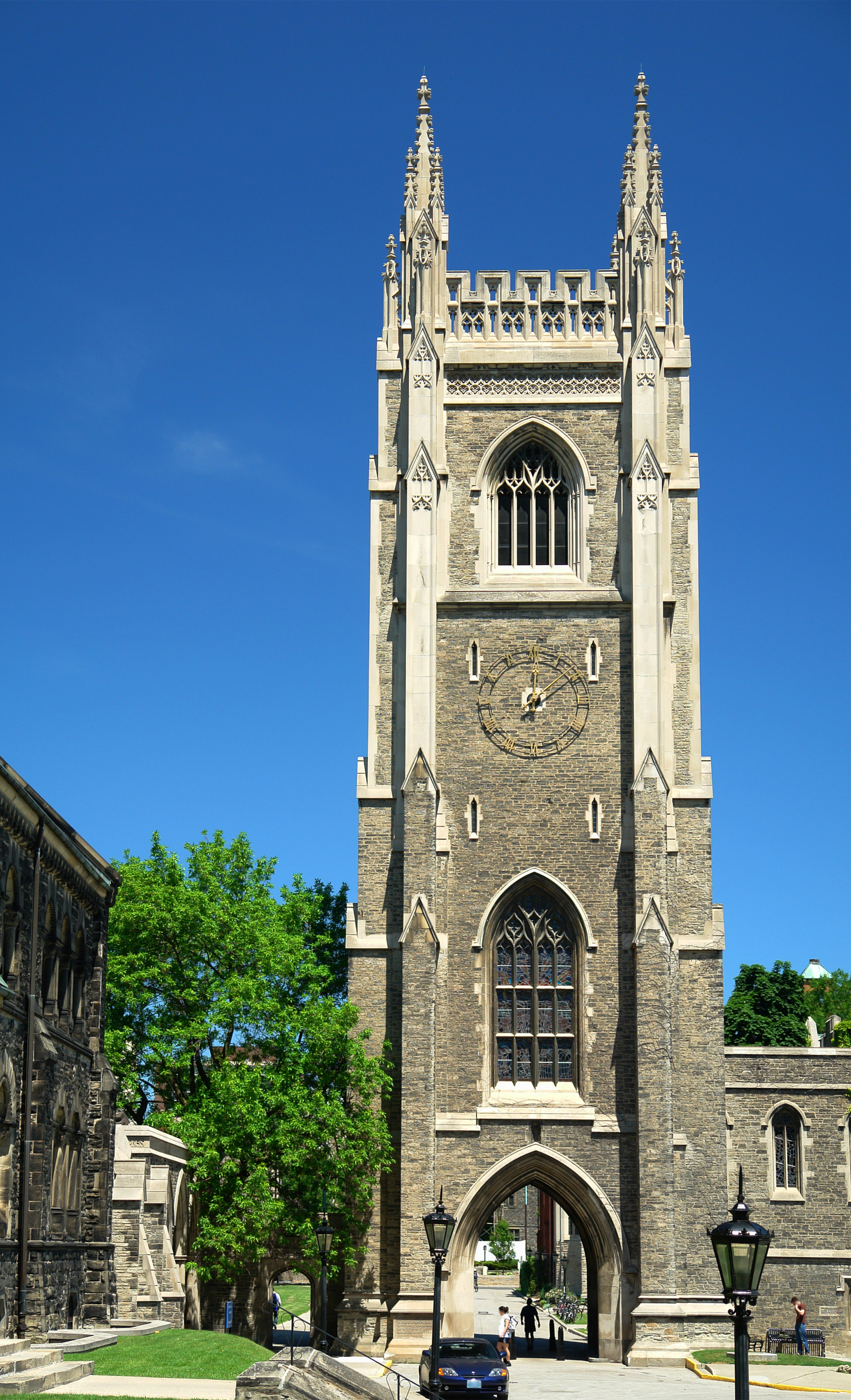
Вежа солдатів
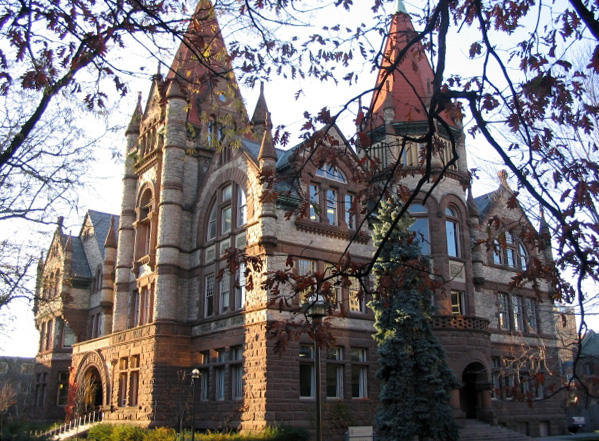
Вікторія коледж
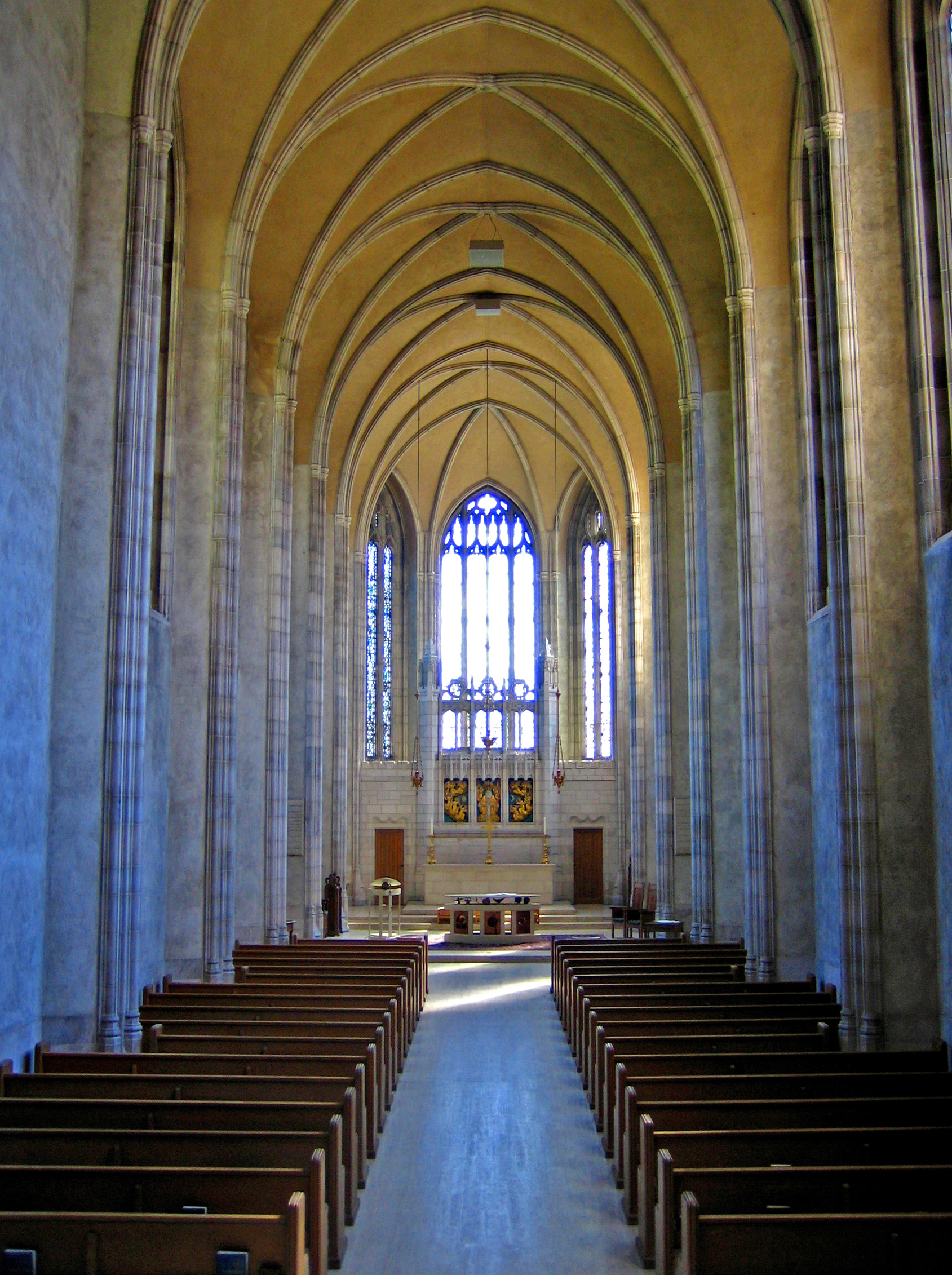
Каплиця св. Трійці
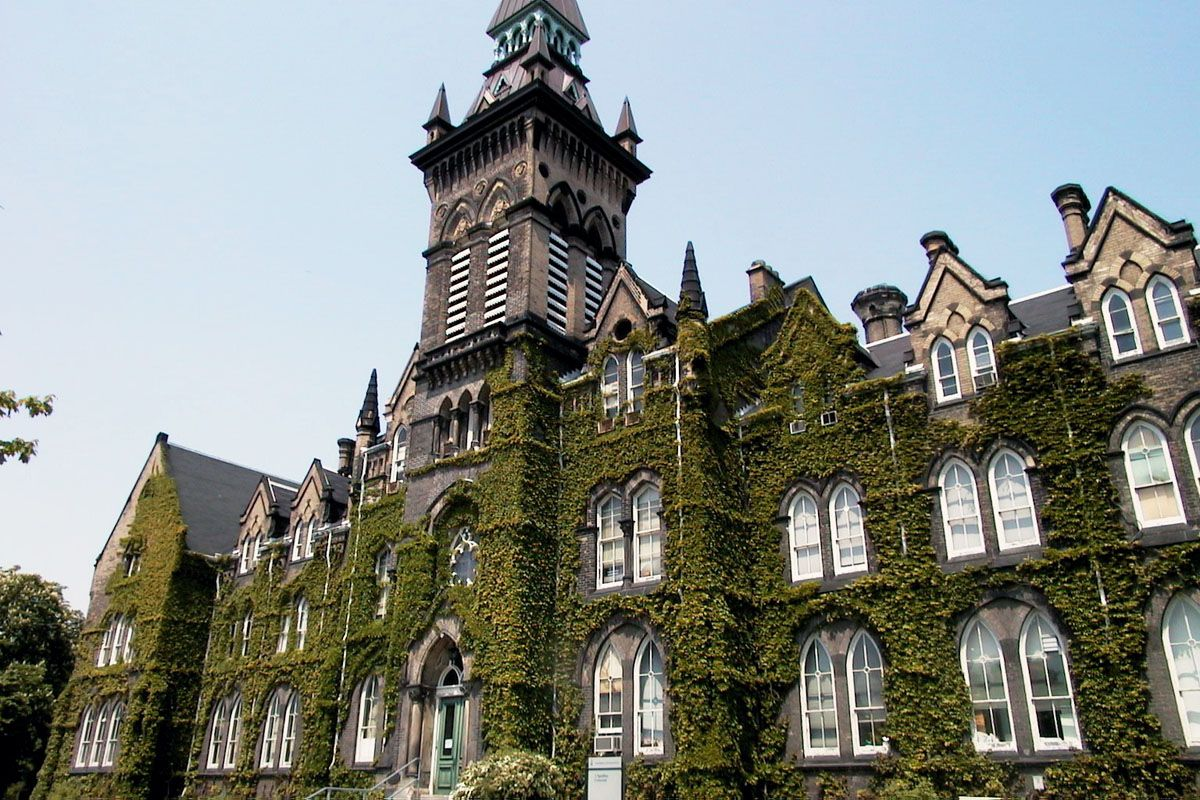
Будинок факультету мистецтв і наук
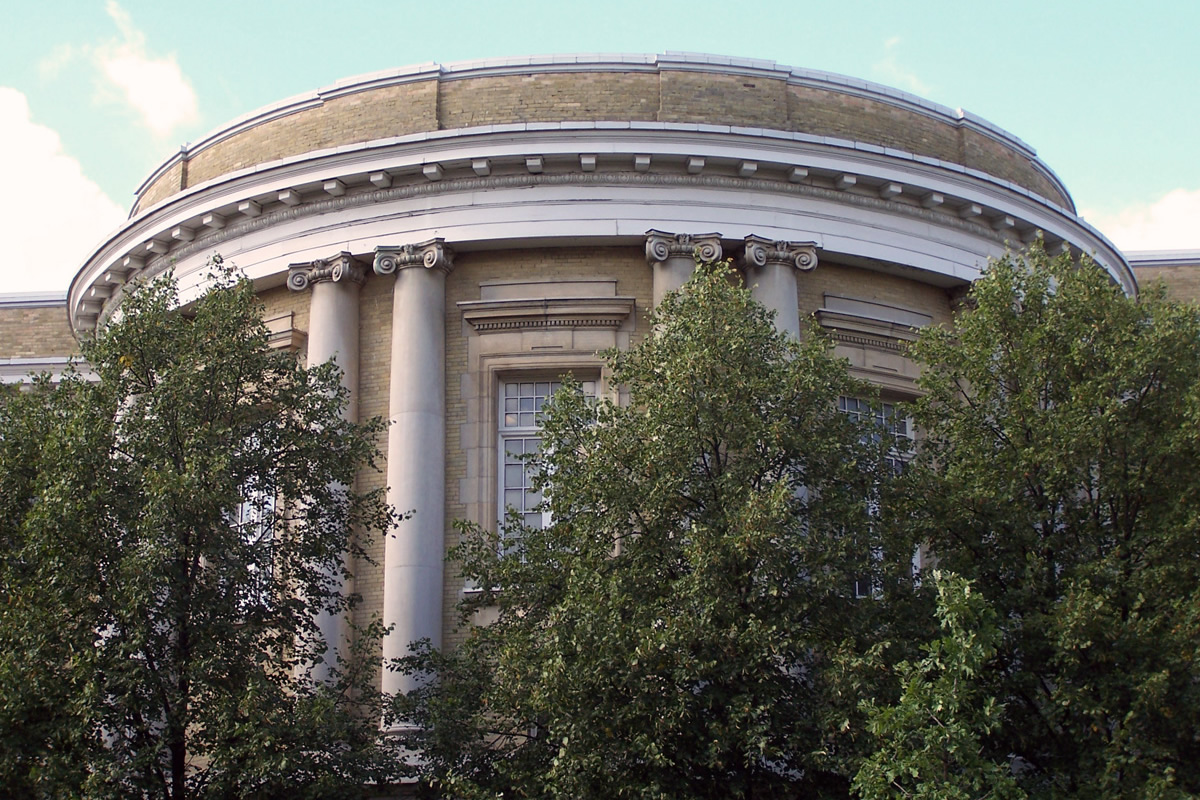
Будинок Сандфорда Флемінга
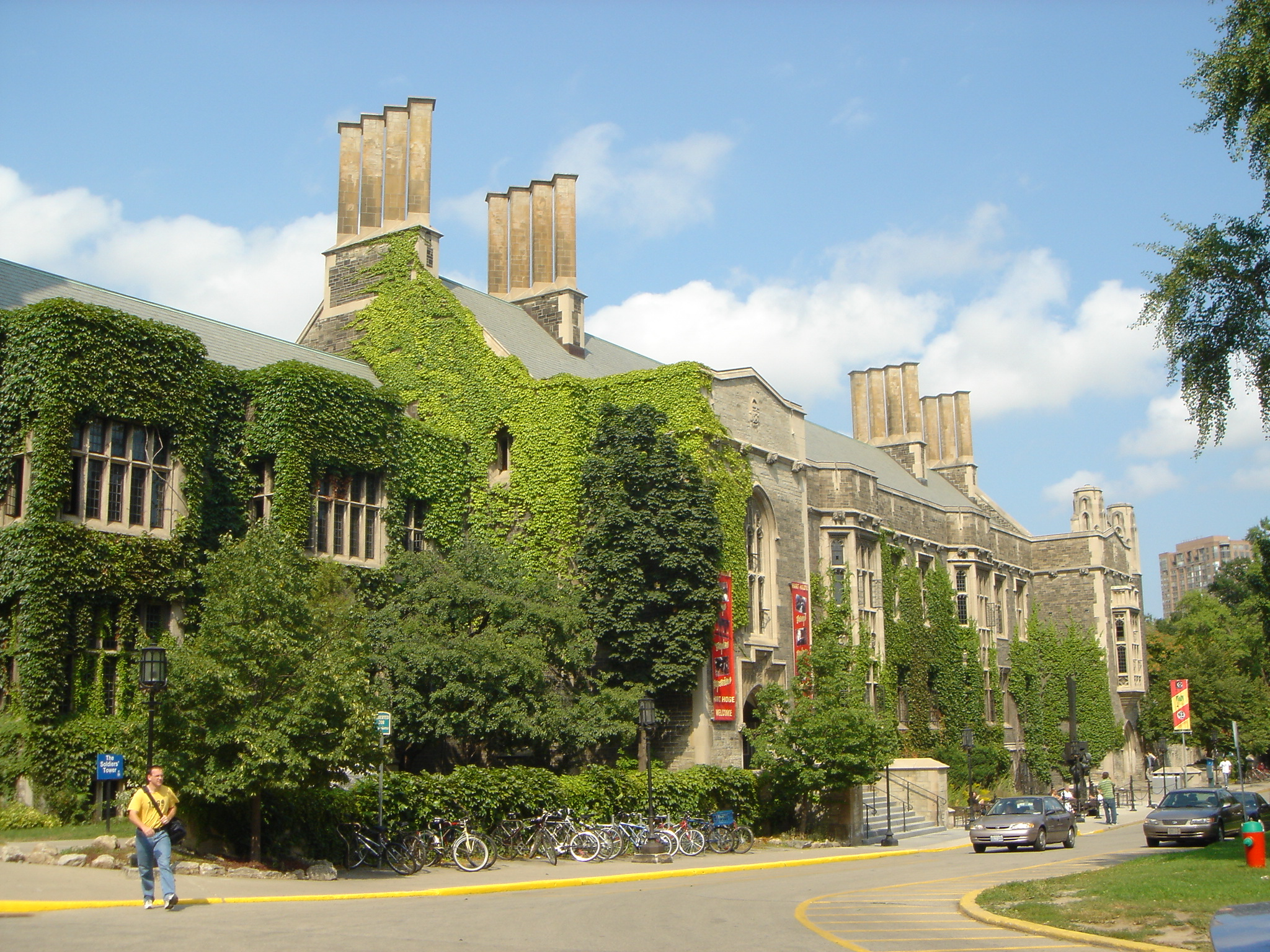
Будинок Гарта